# Stazione di Cervinara
La stazione di Cervinara è una stazione ferroviaria a servizio del comune di Cervinara. La stazione è ubicata sulla ferrovia Benevento-Cancello.

## Dati ferroviari
La stazione dispone di un fabbricato viaggiatori, ricostruito in seguito al terremoto dell'Irpinia del 1980 e dotato di un solo piano, che ospita la sala d'attesa e la biglietteria.
È dotata di due binari passanti dotati di marciapiede e utilizzati per il servizio viaggiatori, e di un tronchino per l'ex scalo merci, utilizzato come magazzino.

## Movimento
Il traffico viaggiatori è buono e nella stazione fermano tutti i treni per Benevento e Napoli.
La linea è sospesa ed autosostituita dal 2021 per lavori di ammodernamento della linea.

## Servizi
La stazione dispone di:
- Biglietteria[1]
- Parcheggio di scambio[3]

### Interscambi
- Autobus extraurbani[1]